# Larche (Alpes-de-Haute-Provence)
Larche (okzitanisch L'Archa) ist eine ehemalige französische Gemeinde mit 45 Einwohnern (Stand 1. Januar 2022) im Département Alpes-de-Haute-Provence in der Region Provence-Alpes-Côte d’Azur.
Mit Wirkung vom 1. Januar 2016 fusionierte sie mit der ehemaligen Gemeinde Meyronnes und bildete somit die Commune nouvelle Val d’Oronaye.

## Geographie
Das Gebiet liegt in den französischen Seealpen. Es grenzt im Osten an Argentera und Acceglio in Italien. Der Dorfkern befindet sich auf 1697 m über dem Tal der Ubaye. Fünf Kilometer südöstlich von Larche liegt der Alpensee Lac de l’Orrenaye.

## Erhebungen
- Monte Sautron, 3165 m
- Col de Larche, auf Italienisch Colle della Maddalena, 1995 m
- Tête du Coin de l’Ours, 2728 m

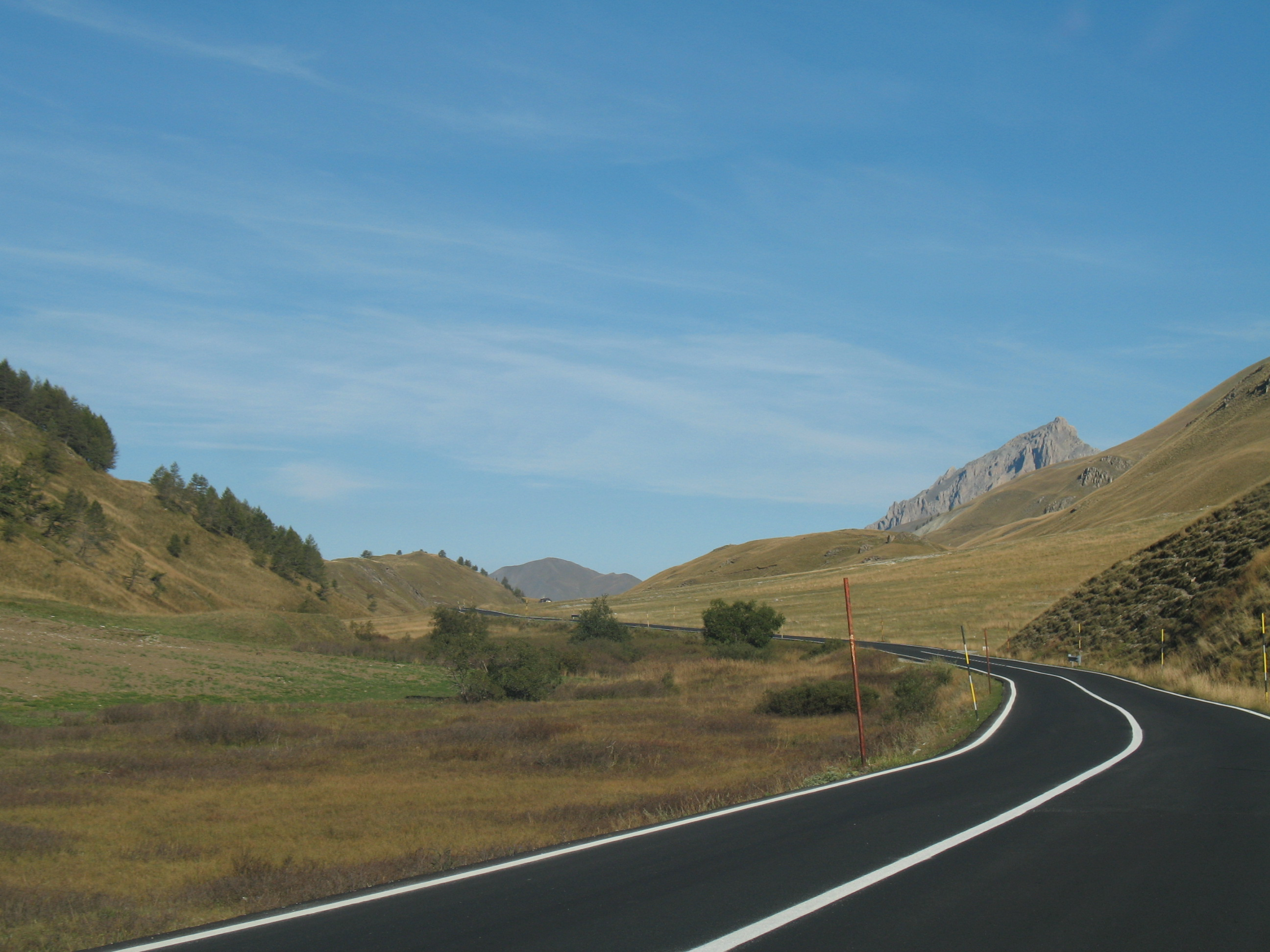
Der Col de Larche

- Tête de Viraysse, 2768 m
- Bec de l’Aigle, 2815 m
- Tête de Fer, 2883 m
- Tête de l’Enchastraye, 2954 m
- La Meyna, 3067 m
- Tête de Moïse, 3104 m
- Rocca Blanca, 3193 m

## Bevölkerungsentwicklung
| Jahr      | 1962 | 1968 | 1975 | 1982 | 1990 | 1999 | 2008 | 2012 |
| --------- | ---- | ---- | ---- | ---- | ---- | ---- | ---- | ---- |
| Einwohner | 102  | 128  | 100  | 91   | 71   | 83   | 72   | 62   |